# ГЕС Alluriquin
ГЕС Alluriquin – гідроелектростанція, що спорудужється на північному заході Еквадору. Знаходячись після ГЕС Сарапулло, становитиме нижній ступінь у дериваційному гідровузлі Тоачі-Пілатон, котрий створюється у сточищі річки Тоачі, лівої притоки Ріо-Бланко, яка в свою чергу є лівим витоком річки Есмеральдас (басейн Тихого океану).
В межах проекту на Тоачі зведуть бетонну водозабірну греблю висотою 59 метрів, котра спрямовуватиме ресурс до прокладеного у лівобережному гірському масиві дериваційного тунелю довжиною 8,7 км з діаметром 6 метрів. Тунель продовжуватиме напірна шахта висотою 125 метрів з діаметром 4 метра. В системі також працюватиме вирівнювальний резервуар висотою 110 метрів та діаметром 15 метрів.
Облаштований у підземному виконанні машинний зал матиме розміри 66х24 метра при висоті 45 метрів. Тут встановлять три турбіни типу Френсіс потужністю по 68 МВт, котрі використовуватимуть  напір у 230 метрів. 
Відпрацьована вода спершу потраплятиме у нижню балансувальну камеру розмірами 41х10х36 метрів, після чого транспортуватиметься до Тоачі по відвідному тунелю довжиною 0,5 км з діаметром 5,6 метра.
Проблеми з підрядниками та корупційні скандали негативно вплинули на реалізацію проекту. Станом на осінь 2018-го роботи не велись вже два роки і, як оцінювалось, ще такий же термін буде потрібно для завершення комплексу у випадку відновлення робіт.